# ديك مالون
ديك مالون (بالإنجليزية: Dick Malone)‏ هو لاعب كرة قدم بريطاني، ولد في 22 أغسطس 1947 في Carfin ‏ في المملكة المتحدة. شارك مع منتخب اسكتلندا تحت 21 سنة لكرة القدم. أما مع النوادي، فقد لعب مع كوين أوف ساوث ونادي آير يونايتد ونادي بلاكبول ونادي سندرلاند ونادي هارتلبول يونايتد.